# Svetlana Zajarova (atleta)
Svetlana Zajarova (República de Chuvasia, Rusia, 15 de septiembre de 1970) es una atleta rusa, especialista en la prueba de maratón, en la que ha logrado ser medallista de bronce mundial en 2001.

## Carrera deportiva
En el Mundial de Edmonton 2001 ganó la medalla de bronce en la maratón, con un tiempo de 2:226:18 segundos, llegando a la meta por detrás de la rumana Lidia Simon y la japonesa Reiko Tosa.